# Петроглифы Рош-а-Кри

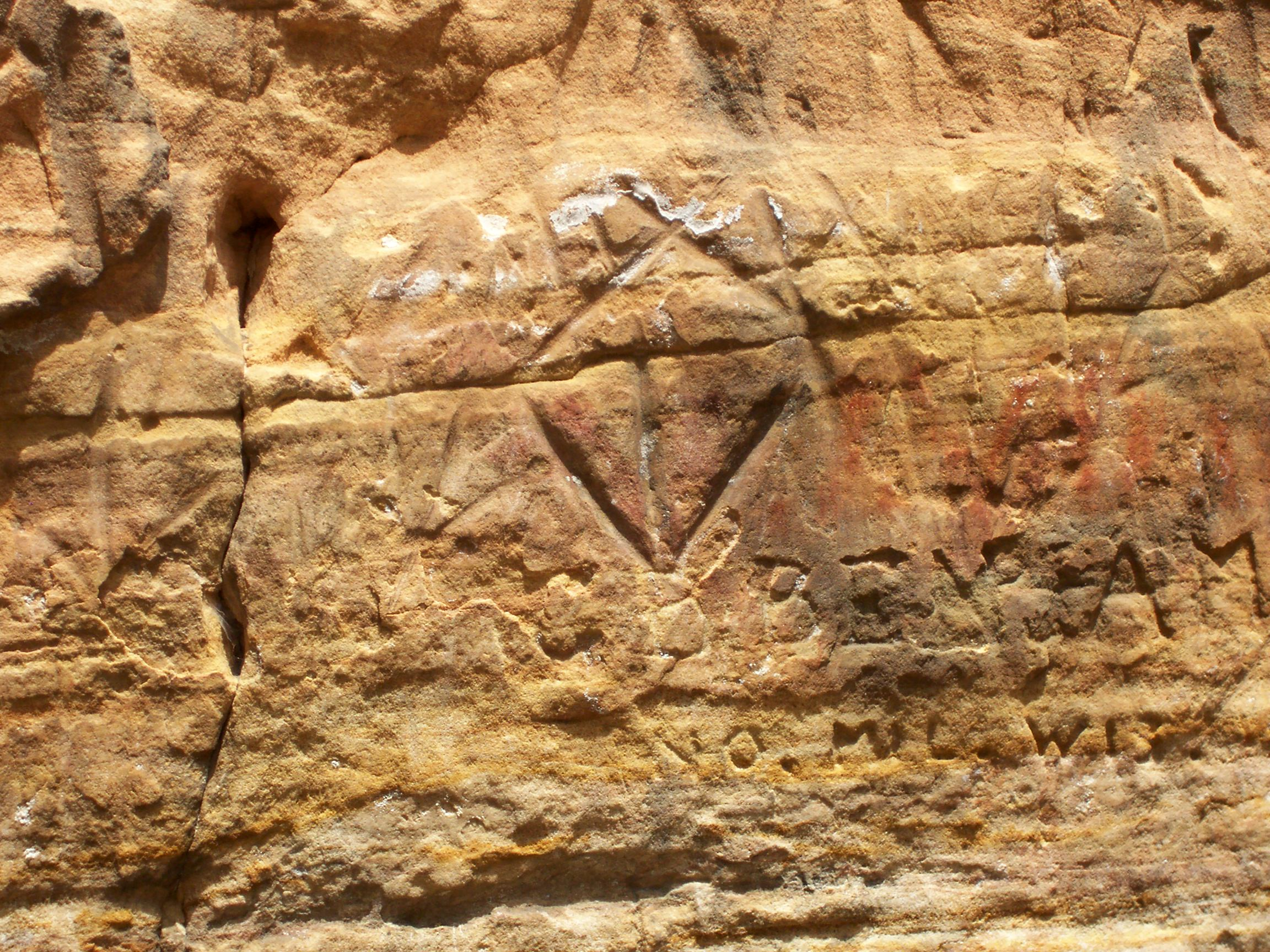
Петроглифы в Рош-а-Кри

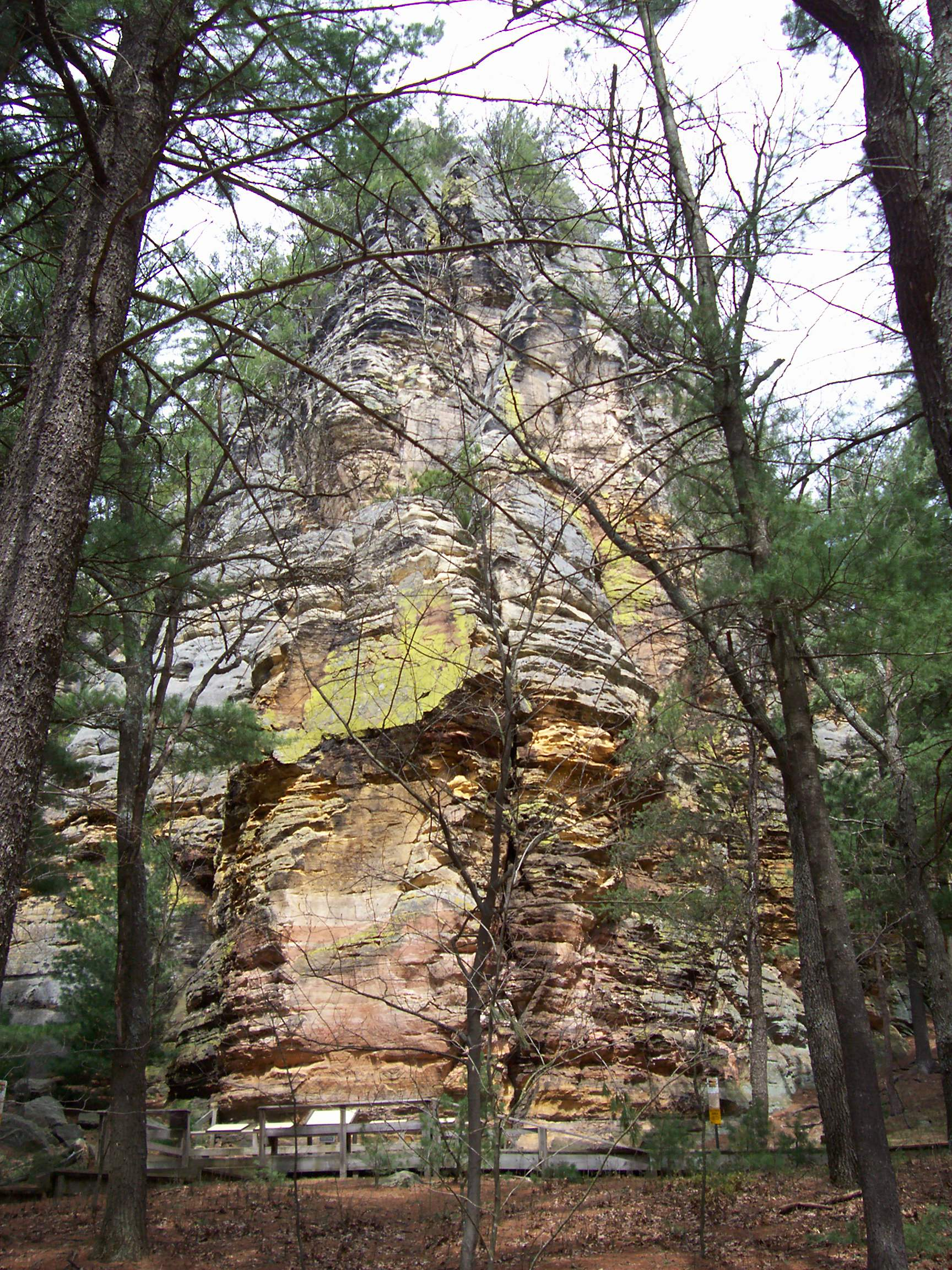
Выступающая скала

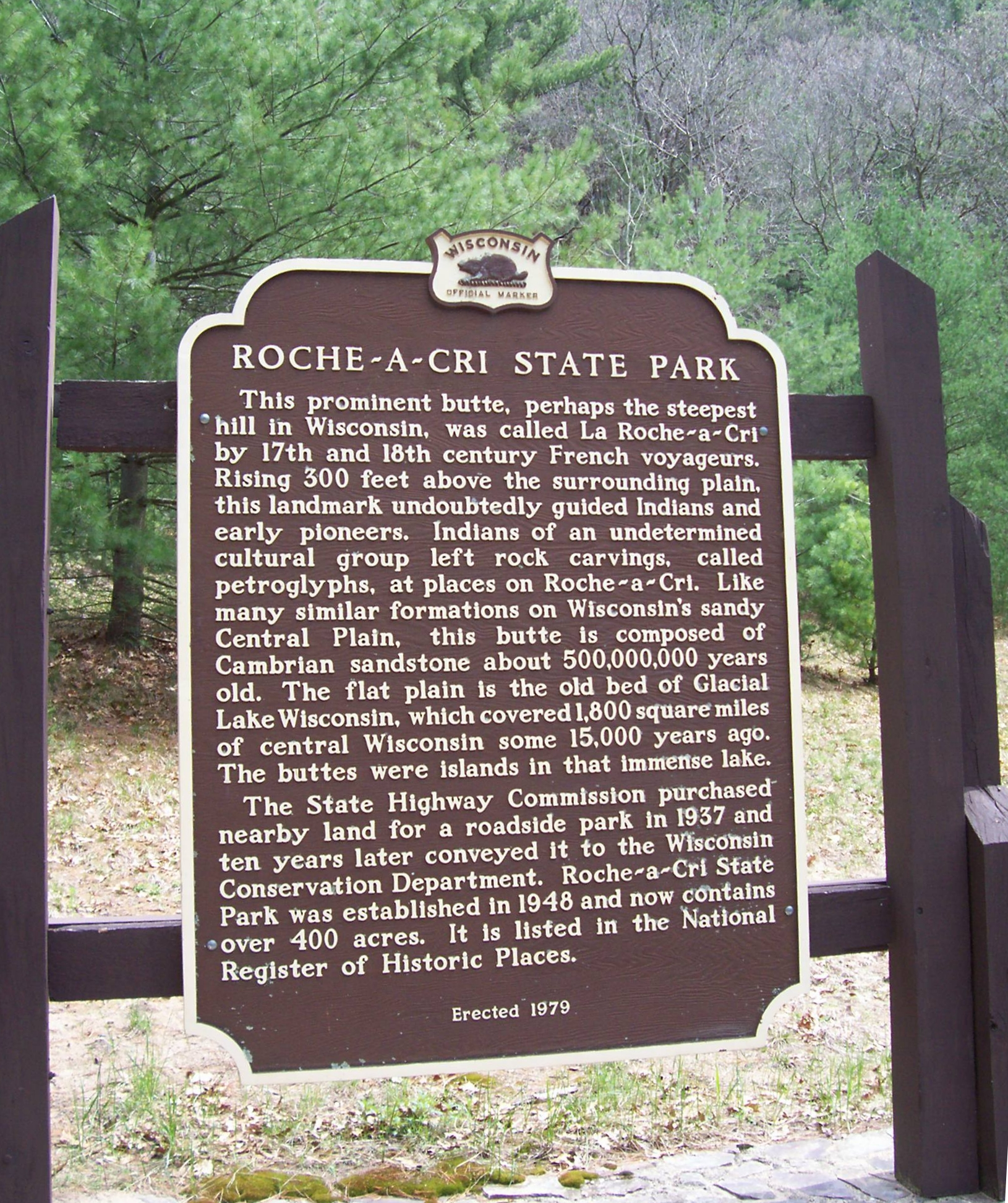
Табличка на входе

Петроглифы Рош-а-Кри, англ. Roche-a-Cri Petroglyphs, также известны как Френдшипские петроглифы, англ. Friendship Glyphs — памятник, включённый в Национальный реестр исторических мест США с 1981 года. Находится в государственном парке Рош-а-Кри близ деревни Френдшип, округ Адамс, штат Висконсин. Здесь представлены памятники наскального искусства племени онеота — главным образом петроглифы, изображающие птиц, каноэ, геометрические фигуры.
Петроглифы подверглись вандализму со стороны расквартированных здесь солдат и местных поселенцев в период с 1845 года и до конца 1880-х годов; особенно сильный ущерб нанесла Рота D Висконсинского 1-го кавалерийского снайперского полка в 1861 году.